# Anfinomo
Anfinomo (in greco antico: Ἀμφίνομος?, Amphínomos) è un personaggio dell'Odissea. Principe di Dulichio, è uno dei Proci, i pretendenti alla mano di Penelope, e tra essi l'unico portatore di kalokagathia, essendo caratterizzato da grande bellezza e da una natura non propriamente malvagia.

## Il mito

### Anfinomo nell'Odissea
Anfinomo è figlio del re Niso di Dulichio, e il più bello tra i Proci (più volte Omero lo dice "divino"). Si dimostra uno dei pretendenti più insistenti, ma è al tempo stesso quello meno tracotante, essendo l'unico caratterizzato dalla pietas verso uomini e divinità; nell'impresa di sottrarre il regno a Odisseo e di uccidere suo figlio Telemaco si dichiara infatti disponibile a farlo soltanto nel caso che siano a volerlo gli dei (libro XVI). Per la sua assennatezza Odisseo tenta di salvargli la vita: Anfinomo infatti è l'unico tra i pretendenti che si rivolge in maniera non sprezzante al mendicante sotto le cui spoglie si cela prodigiosamente l'eroe, e perfino gli porge due pani bianchi e una coppa di vino (libro XVIII). Odisseo liba e si augura che un dio conduca il giovane lontano dalla reggia dove s'appresta il ritorno dell'eroe, ma Anfinomo, senza proferir verbo, torna a sedersi fra gli altri pretendenti, turbato da quelle parole ma incapace di mutare il proprio fato ("avvinto da Pallade Atena", dice Omero). Andrà dunque incontro al suo destino di morte, trafitto dalla lancia di Telemaco (libro XXII).

### Altri pareri
Secondo alcuni autori minori Penelope non rimase fedele al marito, tradendolo appunto con Anfinomo. Per questo la donna sarebbe stata scacciata o addirittura uccisa da Odisseo.

## Omonimia
Questo Anfinomo non va confuso con un omonimo personaggio mitologico che insieme a suo fratello Anapia salvò i propri genitori da una colata lavica dell'Etna, e quasi sembrava che al loro passaggio la lava per rispetto si ritraesse. L'episodio di Anfinomo e Anapia è narrato nell' Appendix Vergiliana.